# Liste der Baudenkmäler in Ergolding
Auf dieser Seite sind die Baudenkmäler in dem niederbayerischen Markt Ergolding zusammengestellt. Diese Tabelle ist eine Teilliste der Liste der Baudenkmäler in Bayern. Grundlage ist die Bayerische Denkmalliste, die auf Basis des Bayerischen Denkmalschutzgesetzes vom 1. Oktober 1973 erstmals erstellt wurde und seither durch das Bayerische Landesamt für Denkmalpflege geführt wird. Die folgenden Angaben ersetzen nicht die rechtsverbindliche Auskunft der Denkmalschutzbehörde.

## Baudenkmäler nach Ortsteilen

### Ergolding
| Lage                                               | Objekt                                    | Beschreibung | Akten-Nr.              | Bild                          |
| -------------------------------------------------- | ----------------------------------------- | --- | ---------------------- | ----------------------------- |
| Jägergasse 3 (Standort)                            | Kleinbauernhaus                           | mit Blockbau-Obergeschoss, Walmdach und Traufschrot, erste urkundliche Erwähnung 1609 | D-2-74-126-2 Wikidata  | Kleinbauernhaus               |
| Lindenstraße 17, 17 a (Standort)                   | Bauernhaus mit Getreidekasten             | Mitterstubenbau, eingeschossiges Gebäude mit Steildach, in Blockbauweise, im Kern 17./18. Jahrhundert; mit Getreidekasten, wohl 18. Jahrhundert. | D-2-74-126-7 Wikidata  | Bauernhaus mit Getreidekasten |
| Lindenstraße 19 (Standort)                         | Katholische Pfarrkirche Mariä Heimsuchung | Saalkirche mit eingezogenem Chor, spätromanisch, 13. Jahrhundert, Turm um 1580, Barockisierung der Anlage 1630, 1775 und 1784, Gliederung teilweise noch romanisch an Ost und Südseite des Chores, Rund- und Kreuzbogenfries, nordseitig Turm mit Geschossgliederung, achteckigem Aufsatz und Spitzhelm; mit Ausstattung. | D-2-74-126-3 Wikidata  | weitere Bilder                |
| Lindenstraße 21, Rottenburger Straße 15 (Standort) | Pfarrhof                                  | zweigeschossiger Walmdachbau, barocke Anlage, wohl 18. Jahrhundert. | D-2-74-126-8 Wikidata  | Pfarrhof                      |
| Lindenstraße 27 (Standort)                         | Wohnhaus                                  | eingeschossiger Steildachbau mit Giebelschrot, teilweise Blockbau, im Kern Ende 17. Jahrhundert. | D-2-74-126-9 Wikidata  | Wohnhaus                      |
| Lindenstraße 63 (Standort)                         | Bauernhaus                                | eingeschossiger Wohnstallbau mit Greddach und Giebelschrot, Ende 17. Jahrhundert. | D-2-74-126-11 Wikidata | Bauernhaus                    |
| Lindenstraße 94 (Standort)                         | Katholische Kirche St. Peter und Paul     | Saalkirche, spätgotische Anlage, zweiten Hälfte 15. Jahrhundert, Südseite mit Turm älter, Gliederung durch Streben und umlaufenden Dachfries, südseitig Chorflankenturm mit Geschossgliederung, Achteckaufsatz und Spitzhelm; mit Ausstattung.                                                                            | D-2-74-126-4 Wikidata  | weitere Bilder                |
| Rottenburger Straße 12 (Standort)                  | Ehemaliges Hirtenhaus                     | eingeschossiges Gebäude mit Steildach und Kniestock, verputzter Blockbau mit Giebelschrot, Anfang 18. Jahrhundert. | D-2-74-126-13 Wikidata | Ehemaliges Hirtenhaus         |

### Hader
| Lage               | Objekt               | Beschreibung | Akten-Nr.              | Bild           |
| ------------------ | -------------------- | --- | ---------------------- | -------------- |
| Hader 3 (Standort) | Hofkapelle St. Maria | massiver Satteldachbau mit Dachreiter, Pfeiler- und Lisenengliederung, neugotischer Bau von 1860; mit Ausstattung. | D-2-74-126-14 Wikidata | weitere Bilder |

### Käufelkofen
| Lage                      | Objekt     | Beschreibung                                                                              | Akten-Nr.              | Bild       |
| ------------------------- | ---------- | ----------------------------------------------------------------------------------------- | ---------------------- | ---------- |
| Käufelkofen 17 (Standort) | Bauernhaus | zweigeschossiger Satteldachbau, getünchter Blockbau mit Traufschrot, 17./18. Jahrhundert. | D-2-74-126-15 Wikidata | Bauernhaus |

### Oberglaim
| Lage                    | Objekt                        | Beschreibung | Akten-Nr.              | Bild                  |
| ----------------------- | ----------------------------- | --- | ---------------------- | --------------------- |
| Oberglaim 9 (Standort)  | Wohnstallhaus                 | eingeschossiger Satteldachbau mit Kniestock in Blockbauweise, Ende 18. Jahrhundert. | D-2-74-126-17 Wikidata | Wohnstallhaus         |
| Oberglaim 10 (Standort) | Kleinbauernhaus               | lang gestreckter eingeschossiger Wohnstallbau mit Satteldach, zweite Hälfte 18. Jahrhundert. | D-2-74-126-18 Wikidata | Kleinbauernhaus       |
| Oberglaim 15 (Standort) | Bauernhaus mit Stadel         | zweigeschossiges Gebäude, Blockbau mit Halbwalmdach und Traufschrot, bezeichnet 1883; Stadel in Blockbauweise mit Satteldach, 18. Jahrhundert. | D-2-74-126-19 Wikidata | Bauernhaus mit Stadel |
| Oberglaim 46 (Standort) | Pfarrkirche Mariä Himmelfahrt | Saalkirche mit eingezogenem Chor und Westturm, erbaut 1694/97, neu errichtet über Vorgängerbau nach Plan des Pfeffenhausener Maurermeisters Hans Widtmann, Gliederung durch Lisenen und Putzbänderung, Westturm mit Geschossgliederung, Achteckaufsatz und Zwiebelkuppel; mit Ausstattung. | D-2-74-126-16 Wikidata | weitere Bilder        |
| Oberglaim 56 (Standort) | Pfarrhof mit Stadel           | zweigeschossiger Walmdachbau, barocke Anlage des 18. Jahrhunderts; Pfarrstadel, Blockbau mit Walmdach, 18. Jahrhundert. | D-2-74-126-20 Wikidata | Pfarrhof mit Stadel   |
| In Oberglaim (Standort) | Kapelle                       | kleiner massiver Satteldachbau, mit Putzgliederung, wohl zweiten Hälfte 19. Jahrhundert. | D-2-74-126-30 Wikidata | Kapelle               |

### Oberwaltenkofen
| Lage                         | Objekt        | Beschreibung                                                                                                | Akten-Nr.              | Bild          |
| ---------------------------- | ------------- | --- | ---------------------- | ------------- |
| Oberwaltenkofen 2 (Standort) | Wohnstallhaus | zweigeschossiges Gebäude mit Steildach, Blockbau mit Trauf- und Giebelschrot, erste Hälfte 18. Jahrhundert. | D-2-74-126-22 Wikidata | Wohnstallhaus |

### Piflas
| Lage                                                       | Objekt                         | Beschreibung | Akten-Nr.              | Bild                         |
| ---------------------------------------------------------- | ------------------------------ | --- | ---------------------- | ---------------------------- |
| Alte Regensburger Straße 11 (Standort)                     | Säule                          | X. Burgfriedensäule mit Tonwappen von 1820. | D-2-74-126-1 Wikidata  | Säule                        |
| Gustl-Waldau-Straße (südwestlich des Schlosses) (Standort) | Figur des Hl. Johann Nepomuk   | unter Baldachin, um 1725. | D-2-74-126-25 Wikidata | Figur des Hl. Johann Nepomuk |
| Gustl-Waldau-Straße 46 (Standort)                          | Schloss mit Stadel und Kapelle | barocke Anlage, zweigeschossiger Bau mit Schopfwalmdach, um 1725; Schlosskapelle St. Johann Nepomuk, barocke, nach Norden gerichtete, an den Schlossbau angegliederte Anlage, Dachreiter mit kleiner Kuppel, gleichzeitig; mit Ausstattung; Stadel in Blockbauweise mit Halbwalmdach, wohl gleichzeitig, teilweise ausgemauert; erhaltene Teile der barocken Hofummauerung, gleichzeitig. | D-2-74-126-24 Wikidata | weitere Bilder               |

### Unterglaim
| Lage                     | Objekt                            | Beschreibung | Akten-Nr.              | Bild           |
| ------------------------ | --------------------------------- | --- | ---------------------- | -------------- |
| Unterglaim 15 (Standort) | Katholische Kirche St. Pankratius | Saalkirche, um 1494 erbaut, Chor und Turm spätgotisch, Langhaus barock erneuert, wohl 1710 durch den Pfeffenhausener Maurermeister Hans Widtmann, Gliederung am Chor durch Streben und Dachfries, südlich Chorflankenturm mit Geschossgliederung, Blendbögen und Zwiebelkuppel; mit Ausstattung. | D-2-74-126-27 Wikidata | weitere Bilder |

## Ehemalige Baudenkmäler
In diesem Abschnitt sind Objekte aufgeführt, die früher einmal in der Denkmalliste eingetragen waren, jetzt aber nicht mehr. Objekte, die in anderem Zusammenhang – also z. B. als Teil eines Baudenkmals – weiter eingetragen sind, sollen hier nicht aufgeführt werden. Aktennummern in diesem Abschnitt sind ehemalige, jetzt nicht mehr gültige Aktennummern.

| Lage                                 | Objekt                     | Beschreibung                                                                                                   | Akten-Nr.              | Bild                       |
| ------------------------------------ | -------------------------- | --- | ---------------------- | -------------------------- |
| Ergolding Lindenstraße 33 (Standort) | Haustafel zur Erbauung     | bezeichnet 1864.                                                                                               | D-2-74-126-10 Wikidata | Haustafel zur Erbauung     |
| Ergolding Lindenstraße 66 (Standort) | Bauernhaus                 | zweieinhalbgeschossiger verputzter Blockbau mit Halbwalmdach und Traufschrot, Ende 18./Anfang 19. Jahrhundert. | D-2-74-126-12 Wikidata | Bauernhaus                 |
| Oberglaim Oberglaim 58 (Standort)    | Ehemaliges Kleinbauernhaus | zweigeschossiger Satteldachbau, teilweise Blockbau, mit Traufschrot, im Kern 18. Jahrhundert.                  | D-2-74-126-21 Wikidata | Ehemaliges Kleinbauernhaus |
| Pfarrkofen Pfarrkofen 7 (Standort)   | Reich verzierter Schrot    | bezeichnet 1859; an der Südseite des Wohnhauses                                                                | D-2-74-126-23 Wikidata | BW                         |

## Abgegangene Baudenkmäler
In diesem Abschnitt sind Objekte aufgeführt, die früher einmal in der Denkmalliste eingetragen waren, jetzt aber nicht mehr existieren, z. B. weil sie abgebrochen wurden. Aktennummern in diesem Abschnitt sind ehemalige, jetzt nicht mehr gültige Aktennummern.

| Lage                                | Objekt     | Beschreibung                                                                  | Akten-Nr.             | Bild       |
| ----------------------------------- | ---------- | ----------------------------------------------------------------------------- | --------------------- | ---------- |
| Ergolding Lindenstraße 9 (Standort) | Bauernhaus | eingeschossiger Blockbau, Dach bis zum Boden geschleppt, 17./18. Jahrhundert. | D-2-74-126-5 Wikidata | Bauernhaus |